# Cory Brandan
Cory Brandan Putman (nacido el 11 de abril de 1976) es un vocalista, músico y compositor estadounidense conocido por ser el vocalista principal de la banda de metalcore estadounidense Norma Jean desde 2004.

## Carrera
Brandan fue miembro de las bandas Eso-Charis, Living Sacrifice, The Handshake Murders y Uses Fire, y actualmente es miembro de las bandas Norma Jean, Fear is the Driving Force y The Radio Sky. Fue uno de los miembros fundadores de la banda de Mathcore Eso-Charis, junto con su hermano Matthew Putman y Arthur Green, quien posteriormente se unió a la banda Living Sacrifice. Tocó la guitarra durante una gira por Noruega y Suecia con Living Sacrifice, antes de ser reemplazado por Rocky Gray (quien posteriormente tocaría la batería en Evanescence y la guitarra en Soul Embraced).
Brandan luego realizó una gira con Norma Jean y posteriormente se unió permanentemente como vocalista principal, reemplazando al exvocalista Josh Scogin. Desde que Brandan se unió a Norma Jean, han publicado siete discos: O God, the Aftermath se lanzó en 2005, Redeemer en 2006, The Anti Mother, el 5 de agosto de 2008 a través de Solid State Records, Meridional el 12 de julio de 2010 a través de Razor & Tie, y Wrongdoers el 6 de agosto de 2013. Polar Similar se lanzó el 9 de septiembre de 2016 y All Hail el 25 de octubre de 2019. The Anti Mother contó con la colaboración de artistas invitados como Chino Moreno de Deftones, Page Hamilton de Helmet y Cove Reber de Saosin.
En 2015, Brandan formó el proyecto "Hundred Suns" con Ryan "Legs" Leger, exmúsico de Every Time I Die, y Chris LeMasters de Dead and Divine.

## Vida personal
Brandan tiene tres hermanos, uno mayor y dos menores: Tristen, Matt y Adam Putman. Es padre de dos hijos y está casado con la artista y fotógrafa Rachel Rodemann.

## Discografía
con Eso-Charis
- The Plateau Green (1997)
- Eso-Charis (1998)
- Setting Roots for Winter 7-inch (2000)

con Norma Jean
- O God, the Aftermath (2005)
- Redeemer (2006)
- The Anti Mother (2008)
- Meridional (2010)
- Wrongdoers (2013)
- Polar Similar (2016)
- All Hail (2019)
- Deathrattle Sing for Me (2022)

con Fear Is the Driving Force
- Volume Zero (2009)

con Hundred Suns
- The Prestaliis (2017)

con OrphanTwin 
- Future Classic (2022)

Colaboraciones
- Last Chance to Breathe de Spoken (2005)
- The March de Unearth (2008)
- Rising Sun de Stray from the Path (2011)
- Raise the Dead de Le Castle Vania (2013)
- Everything Was Sound de Silent Planet (2016)
- "White Noises" de su EP Violence de My Epic (2019)
- OMNI, Pt. 1 de Project 86 (2023)